# بلال‌آباد (چایپاره)
بلال‌آباد یک منطقه مسکونی در ایران است که در استان آذربایجان غربی واقع شده‌است. براساس سرشماری مرکز آمار ایران در سال ۱۳۹۵، این روستا کمتر از سه خانوار جمعیت داشته‌است.